# Оглоблін Дмитро Олексійович
Дмитро́ Олексі́йович Огло́блін (8 листопада 1893, Борисоглібськ, Російська імперія — 6 лютого 1942, Ленінград) — російський, український та радянський науковець, ентомолог.

## Біографія
Д. О. Оглоблін закінчив класичну гімназію в Полтаві (1912) і природниче відділення фізико-математичного факультету Київського університету (1916). Починаючи з першого курсу, він влітку працював практикантом-ентомологом у природничо-історичному музеї Ентомологічного бюро Полтавського губернського земства й у відділі ентомології Полтавської сільськогосподарської дослідної станції. Згодом він працював ентомологом Полтавського музею (1917—1918), виконував обов'язки заступника завідувача Полтавського художнього музею (1919—1920) та позаштатного професора сільськогосподарського інституту в Полтаві.
У 1930 році Дмитра Олексійовича обрано на посаду ученого спеціаліста Всесоюзного інституту захисту рослин у Ленінграді. Тут він обіймав посаду наукового керівника сектора загальної ентомології (1931—1933), завідувача секції систематики (1931—1937). Його обрали й старшим науковим співробітником (1931), а потім — завідувачем колеоптерологічного відділення Зоологічного інституту (ЗІНу) Академії наук СРСР.
Під час блокади Ленінграда нацистами він разом з родиною мешкав у власному робочому кабінеті ЗІНу, оскільки квартира, де вони жили до війни, була вщент зруйнована внаслідок бомбардування. У цьому кабінеті 6 лютого 1942 року вчений помер від дистрофії.
Ентомологом став і його старший брат Олександр (Алехандро).

## Наукова діяльність
Його перші наукові публікації присвячені комахам місцевих фаун різних регіонів Росії. Із студентської пори Дмитро Оглоблін, збираючи комах, приділяв особливу увагу жукам-листоїдам (Chrysomelidae). Згодом він обробляв багатющі фондові колекції ЗІНу і став визнаним фахівцем цієї групи комах. Він добре знав її в обсязі всієї Палеарктики, вільно орієнтувався у неотропічній фауні. Вчений описав як нові для науки численні види жуків, в тому числі й з території України.
За результатами багаторічних досліджень вчений опублікував фундаментальну монографію, присвячену листоїдам-галеруцинам. Повний перелік його друкованих праць включає 26 публікацій. Деякі з них вийшли друком у наукових журналах за межами СРСР: у Чехословаччині, Іспанії, Аргентині.
Як вчений Дмитро Олексійович був надзвичайно вимогливим до підготовки власних публікацій. Він збирав величезний за обсягом матеріал, який давав надійний фундамент його науковим розробкам. Він не робив висновків, у яких мав хоч краплю сумнівів. Це примушувало його знову і знову перевіряти факти, відкладаючи перевірку до нагоди, до наступних польових сезонів. Тож, його праці мали неабияку переконливість і достовірність. Але, з іншого боку, через таку вимогливість дещо з капітального доробку ентомолога лишилися незавершеними і не надрукованими, хоча частина його була практично готова для друку.
Багато років Д. О. Оглоблін накопичував та упорядковував колекцію та відомості щодо личинок жуків. На його прохання ентомологи всієї країни збирали відповідний польовий та лабораторний матеріал і надсилали його Оглобліну. Він планував підготувати докторську дисертацію про личинок твердокрилих. Та не судилося… Лишилися й необробленими зібрані ним вагомі матеріали стосовно трипсів (Strepsiptera).
У повоєнні роки ентомолог М. Я. Орлова-Беньковська виявила рукопис останньої праці вченого — монографії з серії «Фауна СРСР» у бібліотеці московського ентомолога. Марина Яківна пише:
 "Це ж просто диво, що рукопис зберігся з довоєнних часів! Роздивляючись пожовклу теку Дмитра Олексійовича, важко втримати сльози. Він помер від дистрофії під час блокади, і це його остання праця…

Ймовірно, нормального паперу й не було. Автору доводилося користуватись усім, що вдавалося знайти: папіросний папір, сторінки зі шкільних зошитів, оборотки книжкових сторінок…". 
Дмитро Олексійович не був, як то кажуть, «кабінетним вченим» і відгукувався на потреби практики. Він організував вивчення в масштабах країни небезпечного шкідника злаків — гессенської мухи. В Україні вчений створив і керував мережею пунктів спостереження за сільськогосподарськими шкідниками, відстежував ситуацію зі шкідниками бобових культур. У Європейській частині СРСР та Казахстані він систематично (1929—1932) вивчав динаміку шкідливого лучного метелика. Вчений підготував низку робіт, що мали допомогти у захисті культивованих рослих від комах-шкідників.

## Громадська робота
Діяльність Дмитра Олексійовича не обмежувалася суто науковими дослідженнями. Обдарований талантом художника-ілюстратора, він охоче надавав консультації щодо оформлення наукових робіт, різних питань поліграфії, техніки мікроскопіювання.
У передвоєнні роки він редагував книги в серійних виданнях «Труды ЗИН» та «Фауна СССР». Навесні 1941 року вийшла друком остання книга, яку він редагував.
Колеги згадують його як вимогливого, вмілого і чуйного керівника, чудового організатора.
 (рос.)Многие знали Д. А. Оглоблина как учёного с определённым и цельным мировоззрением; но не многим дано было узнать его как человека большой и чуткой души. В лице Д. А. Оглоблина советская энтомология потеряла крупную организующую и движущую силу, утрата которой будет чувствоваться ещё долгие годы; товарищи Д. А. по работе потеряли в его лице близкого человека, на внимание, дружеский совет и помощь которого они могли рассчитывать во всех случаях как в работе, так и в жизни.